# Włodzimierz (Tichonicki)
Włodzimierz, imię świeckie Wiaczesław Michajłowicz Tichonicki (ur. 10 marca?/22 marca 1873 w Bystrycy, gubernia wiacka, zm. 18 grudnia 1959 w Paryżu) – duchowny Rosyjskiego Kościoła Prawosławnego. Jako biskup białostocki i tymczasowo zarządzający diecezją grodzieńską działał w latach 1918–1923 w II Rzeczypospolitej, sprzeciwiając się uniezależnieniu się Kościoła prawosławnego w Polsce od Rosyjskiej Cerkwi Prawosławnej. Wydalony z Polski w 1924, został jednym z hierarchów Zachodnioeuropejskiego Egzarchatu Rosyjskiego Kościoła Prawosławnego. W 1931, z powodów politycznych, przeszedł razem z całym egzarchatem w jurysdykcję Patriarchatu Konstantynopolitańskiego, w której – z krótką przerwą w latach 1945–1946 – znajdował się do końca życia. W latach 1946–1959 zwierzchnik Zachodnioeuropejskiego Egzarchatu Parafii Rosyjskich. Działał na rzecz zjednoczenia całej emigracji rosyjskiej w jednym Kościele prawosławnym oraz na rzecz popularyzacji prawosławia na Zachodzie Europy, m.in. poprzez tłumaczenie tekstów liturgicznych na miejscowe języki.

## Młodość i wczesna działalność
Urodził się w Bystrycach lub w Orłowie w guberni wiackiej. Był synem kapłana prawosławnego. W jego rodzinie istniała tradycja wstępowania przez mężczyzn do stanu duchownego. Ojciec późniejszego biskupa, Michaił Tichonicki, zginął z rąk bolszewików w 1918 i został następnie kanonizowany. Jeden z jego braci, Beniamin, również został prawosławnym biskupem. W latach 1890–1893 uczył się w seminarium duchownym w Wiatce. Następnie ukończył Kazańską Akademię Duchowną, uzyskując tytuł kandydata teologii za pracę poświęconą życiu osobistemu i społecznemu mnichów w świetle tekstów świętych Maksyma Greka, Niła Sorskiego i Józefa Wołokołamskiego. W 1897, jeszcze w czasie studiów, złożył śluby zakonne przed rektorem Akademii biskupem Antonim. W tym samym roku został hierodiakonem, zaś 22 lutego 1898 – hieromnichem. Skierowano go wówczas do pracy misyjnej w ramach rosyjskiej misji prawosławnej w Kirgistanie, której przewodniczył od 6 maja 1901. Wtedy też otrzymał godność archimandryty.

## Działalność na ziemiach polskich
Po powrocie do Rosji został mianowany przełożonym monasteru w Supraślu. 3 czerwca 1907 w soborze Trójcy Świętej w Ławrze św. Aleksandra Newskiego w Petersburgu odbyła się jego chirotonia na biskupa pomocniczego eparchii grodzieńskiej z tytułem biskupa białostockiego. W 1914, uciekając przed działaniami wojennymi w czasie bieżeństwa, udał się do Moskwy. Osiadł tam tymczasowo w Monasterze Czudowskim. Uczestniczył w pracach soboru Rosyjskiego Kościoła Prawosławnego jako delegat eparchii grodzieńskiej.

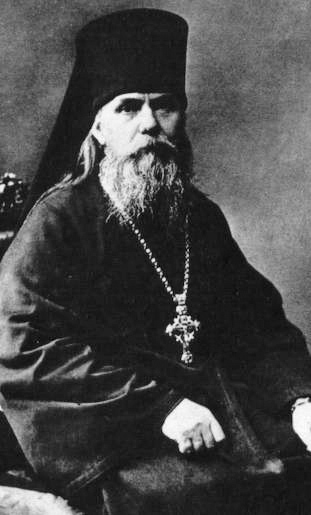
Arcybiskup Jerzy (Jaroszewski) zastąpił biskupa Włodzimierza w funkcji locum tenens diecezji chełmsko-warszawskiej, zostając tymczasowym zwierzchnikiem struktur Kościoła prawosławnego w Polsce. Biskup Włodzimierz nigdy nie uznał jego zwierzchnictwa i konsekwentnie występował przeciw działaniom arcybiskupa mającym na celu autokefalizację Kościoła w Polsce

We wrześniu 1918 wrócił do Grodna lub, według innych opracowań, do Białegostoku. Od tego momentu, chociaż formalnie pozostawał jedynie biskupem białostockim, de facto spełniał obowiązki locum tenens diecezji grodzieńskiej. Jako jeden z dwóch hierarchów prawosławnych obecnych na ziemiach niepodległej Polski został automatycznie uznany przez władze polskie za kandydata na zwierzchnika przyszłego autokefalicznego Kościoła w Polsce. Biskup Włodzimierz zobowiązał się do podjęcia z patriarchą moskiewskim Tichonem rozmów w tej sprawie, by proces autokefalizacji przebiegł w sposób w pełni zgodny z prawem kanonicznym. Ministerstwo Wyznań Religijnych i Oświecenia Publicznego udzieliło mu uprawnień do prowadzenia działalności duszpasterskiej również na terenie województwa lubelskiego. Patriarcha Moskwy uczynił go w 1919 locum tenens eparchii chełmsko-warszawskiej. Biskup Włodzimierz nie podjął jednak żadnych działań na rzecz autokefalizacji Kościoła, gdyż był zwolennikiem zachowania jurysdykcyjnego status quo – zależności prawosławia na ziemiach polskich od Rosyjskiego Kościoła Prawosławnego. W kontaktach z Cerkwią Rosyjską starał się natomiast o zwrot ruchomego majątku cerkiewnego wywiezionego przez duchowieństwo uciekające do Rosji w czasie bieżeństwa. Przyczynił się również do zachowania w rękach prawosławnych monasteru w Jabłecznej. W związku z tym w sierpniu rząd polski cofnął mu zgodę na wykonanie tymczasowo posiadanych uprawnień. Zastąpił go arcybiskup Jerzy (Jaroszewski), reprezentujący w sprawie autokefalii przeciwne stanowisko i skłonny do współpracy z polskimi władzami.
W styczniu 1922 został zaproszony na sobór biskupów prawosławnych działających w granicach Polski, który miał przedyskutować i przyjąć dokument uszczegóławiający wzajemne relacje państwo-Kościół prawosławny. Odmówił jednak udziału, tłumacząc to chorobą. Po 28 stycznia, gdy arcybiskup Jerzy (Jaroszewski) przedstawił gotowy projekt dokumentu, razem z biskupem pińskim i nowogrodzkim Pantelejmonem (Rożnowskim) ostro go skrytykował. Twierdził, że powstałe w toku dyskusji Tymczasowe przepisy o stosunku rządu do Kościoła prawosławnego w Polsce czynią polskie prawosławie całkowicie zależnym od władz państwowych. Mimo faktu, że Tymczasowe przepisy... poparło tylko dwóch hierarchów (arcybiskup Jerzy (Jaroszewski) i biskup Dionizy (Waledyński)), minister wyznań religijnych i oświecenia publicznego Antoni Ponikowski zatwierdził projekt jako zaakceptowany przez obie strony, zaś 23 lutego tego samego roku w liście do wojewodów oraz biskupów prawosławnych poinformował, że postanowienia dokumentu weszły w życie. Za odmowę podpisania Tymczasowych przepisów... biskup Pantelejmon został zmuszony do rezygnacji z godności. W związku z tym biskup Włodzimierz, po początkowych wahaniach, postanowił zaakceptować dokument.
Biskup Włodzimierz razem z arcybiskupem wileńskim Eleuteriuszem w dalszym ciągu przeciwstawiał się dążeniom metropolity warszawskiego Jerzego do autokefalizacji Kościoła w Polsce. W 1922 wziął udział w zorganizowanym przez biskupa Eleuteriusza w Wilnie zjeździe duchowieństwa diecezji, w czasie którego zwierzchnik diecezji wileńskiej otwarcie wzywał do nieposłuszeństwa metropolicie warszawskiemu. W spotkaniu wzięli udział również przedstawiciele monarchistycznych emigracyjnych organizacji rosyjskich, z którymi biskup Włodzimierz pozostawał w stałym kontakcie. Podobne zjazdy organizował także w zarządzanej diecezji, zwłaszcza w monasterze w Jabłecznej. Odmawiał również wymieniania imienia arcybiskupa Jerzego w czasie Świętej Liturgii i nie płacił składek na sobór biskupów. Mimo tego w maju 1922 został zaproszony na kolejny zjazd hierarchów, który miał ostatecznie przedyskutować kwestię przyszłej jurysdykcji Kościoła. Razem z arcybiskupem Eleuteriuszem wystąpił przeciw sformułowanej przez Jerzego deklaracji o rozstrzyganiu problemów prawosławia w Polsce bez konsultacji z przedstawicielami Rosyjskiego Kościoła Prawosławnego (tj. ani z patriarchą Tichonem, ani z Żywą Cerkwią). Obaj hierarchowie postulowali poprawkę, która głosiła, iż Sobór krajowy biskupów, w razie konieczności rozstrzygania problemów będących w kompetencjach patriarchy, będzie mógł działać jedynie jednomyślnie. Poprawka ta nie została jednak uwzględniona. W tym momencie Eleuteriusz i Włodzimierz opuścili obrady soboru. W związku ze swoją postawą w toku całego konfliktu o przyszłość polskiego prawosławia nie zostali również powołani w skład ukonstytuowanego w czasie soboru Świętego Synodu Kościoła w Polsce. W jego skład weszli jedynie metropolita Jerzy (Jaroszewski), arcybiskup Dionizy (Waledyński) oraz biskup Aleksander (Inoziemcow).
W efekcie 8 stycznia 1923 został usunięty z katedry i zmuszony do zamieszkania w klasztorze w Dermaniu. W miesiąc później, po zabójstwie metropolity Jerzego, był podejrzewany o jego zainspirowanie. Zamachowiec, archimandryta Smaragd (Łatyszenko), był bowiem jego bliskim przyjacielem i towarzyszył mu w drodze z Grodna do Dermania. Ostatecznie jednak uwolniono go od tych podejrzeń. 30 listopada 1923 patriarcha Tichon mianował go arcybiskupem.
W styczniu 1925 został wydalony przez MSZ z Polski, czego oficjalną przyczyną było niezaprzestanie przez niego antypolskiej działalności.

## Działalność emigracyjna

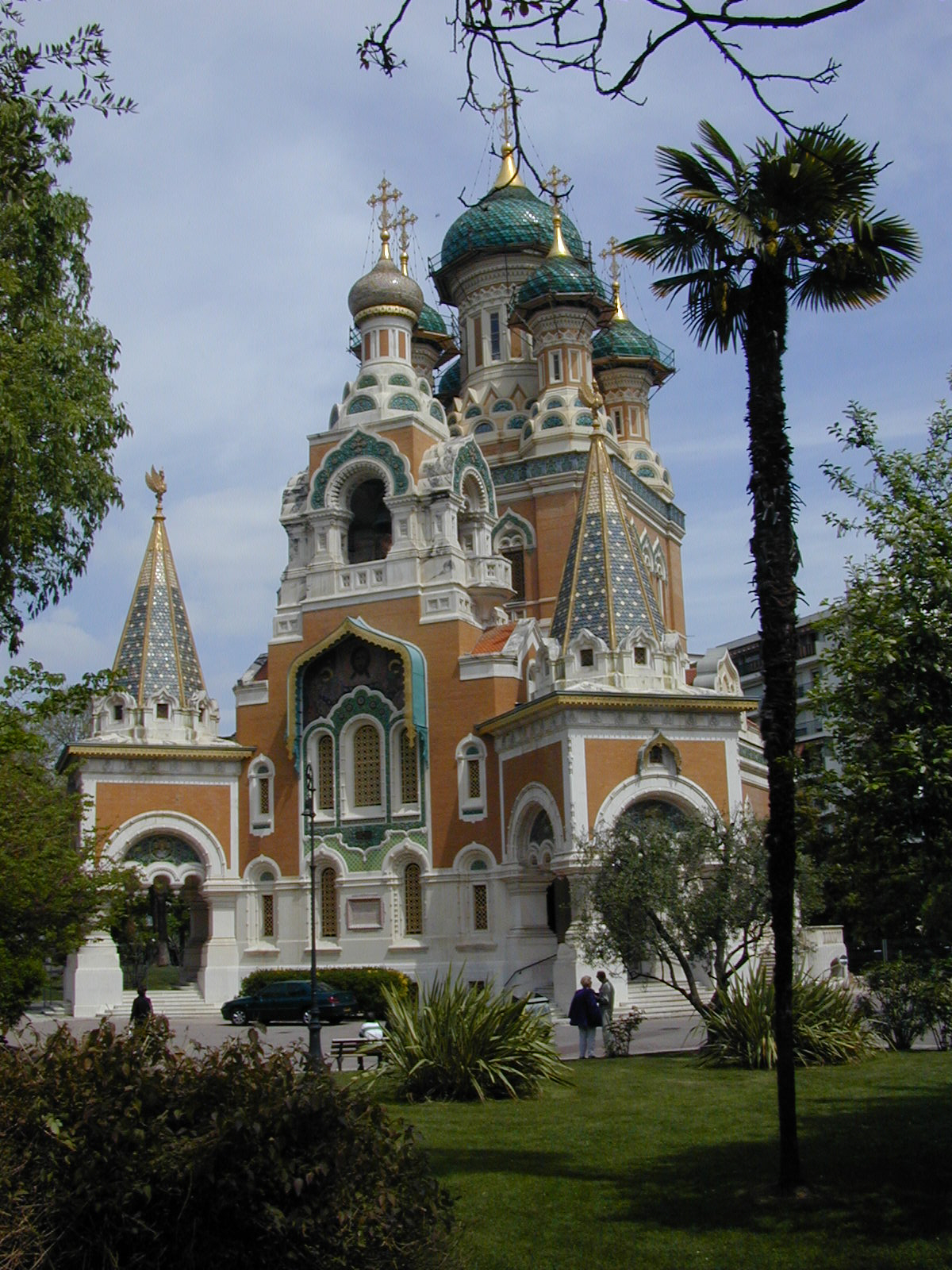
Sobór św. Mikołaja w Nicei

### Arcybiskup Nicei
Po opuszczeniu Polski przybył do Czechosłowacji, gdzie przez pewien czas przebywał w Pradze, ważnym ośrodku białej emigracji rosyjskiej, u biskupa Sergiusza (Korolowa). Wówczas metropolita i egzarcha zachodnioeuropejski Eulogiusz (Gieorgijewski) zaprosił go do Francji. Arcybiskup Włodzimierz objął wówczas zwierzchnictwo nad wikariatem Francji południowej w ramach Egzarchatu Zachodnioeuropejskiego z tytułem arcybiskupa Nicei. Nadzorował równolegle parafie rosyjskie we Włoszech, zaś od 1 grudnia 1925 był proboszczem parafii św. Mikołaja w Nicei.
Funkcje te pełnił do 10 czerwca 1930. Wówczas locum tenens patriarchy Moskwy metropolita Sergiusz odwołał metropolitę Eulogiusza z funkcji egzarchy, zaś arcybiskupa Włodzimierza mianował jej locum tenens. Arcybiskup nie przyjął jednak tej nominacji, lecz przeszedł razem ze swoim zwierzchnikiem w jurysdykcję patriarchy Konstantynopola, współtworząc Zachodnioeuropejski Egzarchat Parafii Rosyjskich. Zachował w nim dotychczasowe godności. W 1940 jego obowiązki zostały poszerzone o nadzór nad parafiami rosyjskimi w Szwajcarii i w północnej Afryce. Wynikało to z faktu, że w okupowanej przez Niemców Francji arcybiskup Włodzimierz nie miał możliwości kontaktu z metropolitą Eulogiuszem, przebywającym stale w Paryżu.

### Powrót do Rosyjskiego Kościoła Prawosławnego i ponowna zmiana jurysdykcji

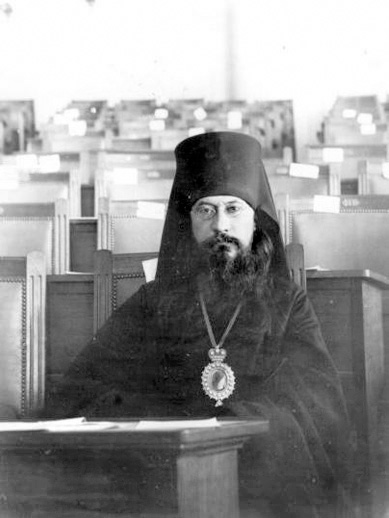
Metropolita Eulogiusz (Gieorgijewski). Arcybiskup Włodzimierz był jego najbliższym współpracownikiem w Egzarchacie Zachodnioeuropejskim od momentu swojej nominacji na biskupa nicejskiego

W 1945, po podjęciu przez metropolitę Eulogiusza (Gieorgijewskiego) decyzji o powrocie do Rosyjskiego Kościoła Prawosławnego, wyrażał, podobnie jak szereg innych duchownych wątpliwości wobec tych zamiarów. Obawiał się, że szeroka autonomia zagwarantowana strukturom zachodnioeuropejskim przez patriarchę Konstantynopola nie zostanie – mimo obietnic – utrzymana w patriarchacie moskiewskim. Ostatecznie jednak, posłuszny wobec zwierzchnika, wrócił razem z nim – i całym egzarchatem – w tę jurysdykcję. Został przyjęty z zachowaniem wszystkich tytułów kościelnych. W ostatnich miesiącach życia ciężko chorego metropolity Eulogiusza de facto wykonywał jego obowiązki. Funkcję locum tenens egzarchatu przejął oficjalnie po jego śmierci 8 sierpnia 1946. W tym samym roku został rektorem Instytutu św. Sergiusza w Paryżu.
W tym samym miesiącu patriarcha moskiewski Aleksy I mianował nowym egzarchą arcybiskupa Serafina (Łukianowa), byłego hierarchę Rosyjskiego Kościoła Prawosławnego poza granicami Rosji i czynnego zwolennika nazizmu. Wybór ten zwiększył jeszcze sprzeciw wobec patriarchatu moskiewskiego panujący w egzarchacie. Zjazd duchowieństwa i wiernych, zwołany na dzień 16 września 1946 do Paryża, wypowiedział patriarsze posłuszeństwo, korzystając z faktu, że patriarcha konstantynopolitański nigdy nie odpowiedział na list metropolity Eulogiusza z prośbą o przyzwolenie na zmianę jurysdykcji. Nowym egzarchą wybrano arcybiskupa Włodzimierza. 6 kwietnia 1947 patriarcha konstantynopolitański potwierdził tę nominację, zaś 8 lipca nadał mu godność metropolity. W roku następnym, w celu podkreślenia swojego poparcia dla metropolity Włodzimierza, do Paryża osobiście udał się patriarcha Atenagoras I.
Metropolita Włodzimierz prowadził dalsze działania na rzecz zjednoczenia całej prawosławnej emigracji rosyjskiej, która po kolejnych rozłamach była już podzielona na trzy odrębne jurysdykcje. W tym celu podjął w 1950 rozmowy ze zwierzchnikiem Rosyjskiego Kościoła Prawosławnego poza granicami Rosji metropolitą Anastazym (Gribanowskim) na rzecz zjednoczenia struktur cerkiewnych, na czele których stali. Postulował stworzenie wspólnej organizacji, podległej patriarsze Konstantynopola. Jego propozycja została jednak odrzucona. Wzywał rosyjskich emigrantów w Europie zachodniej do porzucenia wewnętrznych sporów i budowania nowych Kościołów prawosławnych w krajach niezwiązanych tradycyjnie z tą religią. Wspierał inicjatywy na rzecz tłumaczenia prawosławnych tekstów liturgicznych na języki francuski, duński i niemiecki.
Do śmierci w 1959 rezydował w Paryżu. Zmarł w domu metropolitalnym przy soborze św. Aleksandra Newskiego w Paryżu, po długiej chorobie. Został pochowany w cerkwi Zaśnięcia Matki Bożej w Sainte-Geneviève-des-Bois, obok swojego poprzednika.